# لاورنس تریمبل
لاورنس تریمبل (انگلیسی: Laurence Trimble؛ ‏ ۱۵ فوریهٔ ۱۸۸۵ – ۸ فوریهٔ ۱۹۵۴) بازیگر، نویسنده و کارگردان اهل ایالات متحده آمریکا بود.
از فیلم‌های او می‌توان به بانگ خاموش اشاره کرد.